# Попов, Юрий Николаевич
Юрий Николаевич Попов (род. 18 сентября 1938, Москва) — советский и российский филолог-германист и переводчик, ведущий российский философ-энциклопедист.

## Биография
В 1959 году окончил романо-германское отделение филологического факультета Московского государственного университета имени М. В. Ломоносова. 
С 1964 года работал в научном издательстве «Большая Российская энциклопедия», пройдя путь от научного редактора до заведующего Редакцией философии, в 2002—2018 годах заведующий Редакцией философии, психологии и социологии.
Внёс большой вклад в издание «Философской энциклопедии» в 5 томах (1964—1970 гг.), осуществив новаторский подход в работе над разделами эстетики, этики и истории религии. В 1970—1980 гг. участвовал в третьем издании «Большой Советской энциклопедии» как автор статей и редактор разделов истории философии, психологии и эстетики. Вёл соответствующие разделы «Философского энциклопедического словаря» (1983 г., 2-е изд. 1989 г.), «Советского энциклопедического словаря» (1984 г.), затем «Российского энциклопедического словаря» в 2 томах (2001 г.). 
Вместе с С. С. Аверинцевым сформировал концепцию трёхтомной энциклопедии «Христианство» и осуществил это издание в качестве заместителя главного редактора (С.С. Аверинцева) и редактора-составителя. 
В 35-томном издании «Большой Российской энциклопедии» выступил как автор многочисленных статей по русской (Б. П. Вышеславцев, И. А. Ильин, И. В. Киреевский, М. А. Лифшиц, А. Ф. Лосев, М. М. Тареев и др.) и немецкой (Т. Адорно, Х. У. фон Бальтазар, О. Ф. Больнов, Г. В. Ф. Гегель и др.) философии и богословию. В переводах Ю. Н. Попова опубликованы труды И. Канта, Г. В. Ф. Гегеля, Ф. В. Шеллинга, Ф. Шлегеля, Э. Панофского, Х. Зедльмайра и др.
Переводчик Ф. Шлегеля, Г. Зедльмайра.

## Семья
Жена — Ольга Сигизмундовна Попова (1938-2020), историк искусства, выдающийся учёный-византинист.

## Научные труды

### Переводы
- Шлегель Ф. Эстетика. Философия. Критика. В 2-х томах. — М.: Искусство, 1983. — 448 с.
- Зедльмайер Г. Искусство и истина: Теория и метод истории искусства. / Пер. с нем. Ю. Н. Попова. Послесл. В. В. Бибихина. — СПб.: Axioma, 2000. — 276 с.

### Статьи
- Попов Ю. Н. Философско-эстетические воззрения Фридриха Шлегеля. // Шлегель Ф.. Эстетика. Философия. Критика. В 2-х томах. — М.: Искусство, 1983.